# 1. bojna „Poskok“
Das 1. bojna „Poskok“ (1. Bataillon „Poskok“; Eigenschreibweise: I Poskok Bojna) von Široki Brijeg gilt als erste bzw. älteste Militäreinheit des Kroatischen Verteidigungsrats (HVO), der Armee der Kroaten in Bosnien-Herzegowina während des Bosnienkriegs (1992–1995).

## Geschichte
Unter dem Eindruck des seit Ende März 1991 stattfindenden Kroatienkrieges organisierte sich das 1. Bataillon „Poskok“ am 19. Juli 1991 noch vor Beginn des Bosnienkriegs als paramilitärische Einheit aus Freiwilligen unter den ortsansässigen Kroaten selbst.
An diesem Tag hielten der Koordinator für die Bildung von Einheiten Krešo Ćavar, Mladen Skoko und Jure Skoko in der Grundschule von Knešpolje ein Treffen mit Freiwilligen ab, die sich zu einer ersten Kompanie zusammenschlossen. Vor den 40 anwesenden Personen wurde Mladen Skoko zum Kommandeur der Freiwilligenkompanie ernannt. Zugführer wurden Stanko Lovrić, Vlado Ćavar und Dragan Mandić. Danach begann die Bildung von weiteren Einheiten in den Ortsgemeinschaften von Široki Brijeg.
Das daraus lokal organisierte, milizenartige Infanterie-Bataillon gliederte sich schließlich in drei Kompanien (satnije) und stand unter dem Kommando von Vlado Marić und dessen Stellvertreter Zdravko Skoko.
Die 1. Kompanie unter dem Kommando von Mladen Skoko und dessen Stellvertreter Franjo Kovačić ging Ende September 1991 nach Galac und wurde dort in drei Häusern der Familie Zovko untergebracht. Aufgabe der Kompanie war es, einen möglichen Vorstoß jugoslawischer oder serbischer Truppen auf die westlich von Mostar gelegenen Orte Galac, Grabova Draga und Bila zu verhindern.
Die 2. Kompanie wurde am 14. September 1991 aus weiteren Freiwilligen gegründet und stand unter dem Kommando von Miljenko Lasić und dessen Stellvertreter Vlado Pavković.
Die 3. Kompanie wurde am 11. Oktober 1991 gegründet und stand unter dem Kommando von Miro Kožul und dessen Stellvertreter Vitomir Rezić.
Soldaten der 1. oder 2. Kompanie nannten sich Poskoci, nach der kroatischen Bezeichnung poskok für die Hornviper. Diese auch in der Herzegowina verbreitete Schlangenart hat unter den europäischen Vipern eines der stärksten Gifte und soll angeblich beim Angriff „springen“ (kroatisch po skok heißt in etwa „auf dem Sprung“). Dementsprechend erhielt dieses 1. Bataillon von Široki Brijeg den Beinamen „Poskok“.
Kurz nach Ausbruch des Bosnienkrieges wurde am 10. April 1992 auch ein 3. Bataillon und am 12. April 1992 ein 2. Bataillon von Široki Brijeg gegründet.
Das 1. Bataillon „Poskok“ nahm an der Operation Čagalj („Lipanjske zore“) vom 7. bis 26. Juni 1992 teil, mit der die kroatischen Kräfte die Kontrolle über das mehrheitlich von Kroaten und Bosniaken bewohnte Gebiet um Mostar gewannen.
Aus Angehörigen des 1. Bataillons „Poskok“ und des 2. und 3. Bataillons von Široki Brijeg wurde am 12. Oktober 1992 das Širokibrijeger Bataillon (Širokobriješka bojna) gebildet.
Die verbliebenen Angehörigen der drei Bataillone wurden nach Bildung des Širokibrijeger Bataillons in die Reserve versetzt; so das 1. Bataillon „Poskok“ am 3. Oktober 1992.
Einige junge Angehörige des 1. Bataillons „Poskok“ gingen in das ATJ „Baja Kraljević“ des Kažnjenička bojna über.
Mit Neuorganisation des HVO wurde das 1. Bataillon „Poskok“ am 5. Februar 1993 aus der Reserve versetzt. Unter dem Kommando von Zdravko Skoko und seinem Stellvertreter Marinko Mikulić wurde es als erstes von vier Bataillonen Teil der am 1. Juli 1993 gegründeten Brigade „Mario Hrkać Ćikota“ (ab 25. Juni 1994: 83. Heimwehr-Regiment „Mario Hrkać Ćikota“) von Široki Brijeg.
Die Veteranen des Poskok-Bataillons sind teils im Verband „Nezavisna udruga Hrvatskih dragovoljaca i veterana Domovinskog rata [NUHDVDR] Poskok bojna – Beta Široki Brijeg“ organisiert.

## Hymne
Hymne der Einheit war das Lied Poskok bojna der Muza Band, das mit anderem Text auf die Musik des allgemein bekannten Liedes Bojna Čavoglave eingespielt wurde.

## Auszeichnungen

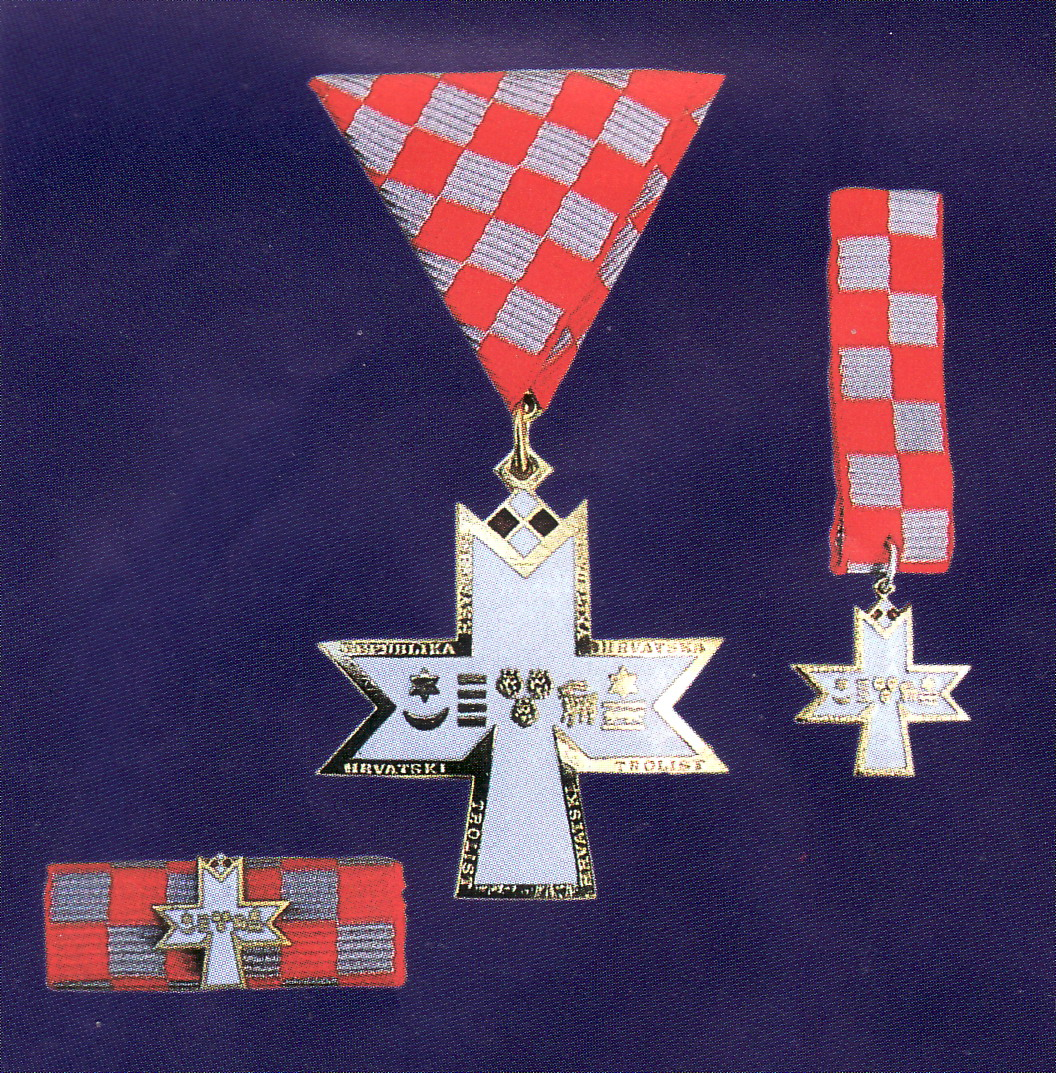
Der Orden des Kroatischen Dreiblatts ist benannt nach dem gleichnamigen kroatischen Nationalsymbol und wird für Heldentaten im Krieg verliehen.

Am 15. August 2023 verlieh Zoran Milanović als Präsident Kroatiens der Militäreinheit in Široki Brijeg, am Stadtfest Maria Himmelfahrt, den Orden des Kroatischen Dreiblatts (Red hrvatskog trolista) und ein Fahnenband für die Bataillonsfahne. Milanović sagte bei der Verleihung:

„Svatko tko želi osjetiti i probati shvatiti što se događalo, neka pogleda one prve dane svibnja 1991. godine kada je narod ovog kraja, Širokog Brijega i zapadne Hercegovine, stao pred tenkove JNA koji su iz Mostara navodno išli u Duvno. Ovaj narod je, s jedne strane, pokazao visoko produhovljeno mirotvorstvo, civiliziranost, pristojnost, ali isto tako pokazao je lukavost i pronicavost jer znali su što se sprema i osjećali što će se iz svega toga izroditi. Izrodio se rat, rat za koji nije bilo dovoljno upozorenje ono što se događalo u Hrvatskoj mjesecima ranije, još gori rat, još teži rat s još većim posljedicama.“

„Wer spüren und versuchen möchte zu verstehen, was geschah, sollte sich die ersten Maitage des Jahres 1991 ansehen, als die Menschen dieser Region, Široki Brijeg und der westlichen Herzegowina, vor den JNA-Panzern standen, die angeblich von Mostar nach Duvno fuhren. Diese Nation bewies einerseits eine stark vergeistigte Friedensstiftung, Höflichkeit und Anstand, zeigte aber auch Gerissenheit und Klugheit, weil sie wusste, was kommen würde, und spürte, was daraus entstehen würde. Ein Krieg war geboren, ein Krieg, für den das, was Monate zuvor in Kroatien geschah, keine ausreichende Warnung war, ein noch schlimmerer Krieg, ein noch schwierigerer Krieg mit noch größeren Folgen.“